# Złota płyta (album Shakin’ Dudiego)
Złota płyta – pierwszy album zespołu Shakin’ Dudi wydany w 1985 roku nakładem Savitoru.
Muzyka – Ireneusz Dudek. Teksty piosenek – Dariusz Dusza. Realizacja nagrań: Wojciech Przybylski i Jarosław Regulski. Zdjęcia i projekt graficzny – Mirosław Ryszard Makowski.

## Spis utworów
Źródło:.
Strona 1
1. „Zastanów się co robisz” – 3:20
2. „Super gwiazda” – 2:10
3. „Parab dab dua” – 0:55
4. „To ty słodka” – 3:10
5. „Kaptur” – 2:55
6. „Opakowanie” – 1:45
7. „Codzienny aerobic” – 2:10

Strona 2
1. „Au sza la la la” – 2:35
2. „Och, Ziuta” – 4:25
3. „Za dziesięć trzynasta” – 2:00
4. „Stany lękowe” – 3:15
5. „O ogień bój” – 2:05
6. „Pornografia” – 2:25
7. „Otwórz oczka” – 2:50

## Muzycy
Źródło:.
- Ireneusz Dudek – wokal, blues harp
- Dariusz Dusza – gitara Defil, wokal
- Krzysztof Głuch – fortepian, Hammond, wokal
- Jan Błędowski – saksofon, skrzypce, wokal
- Andrzej Rusek – kontrabas, wokal
- Marek Surzyn – perkusja, wokal